# Szilágyi Ida
Szilágyi Ida (Gömörsíd, 1922. március 24. – Fülek, 1999. december 13.) szlovákiai magyar festőművész, tanár.

## Élete
Felvidéken, a Gömör és Kishont vármegyei Gömörsíden született 1922. március 24-én, Szilágyi Andor kántortanító-iskolaigazgató és Rőczey Margit – szintén remekül rajzoló – tanítónő ötödik, legkisebb gyermekeként.
Az elemi iskolát szülőfalujában, szülei irányításával végezte, népiskolai tanítói képesítését a Szent Orsolya-rend pozsonyi, majd a Felvidék visszatérte után, a kisvárdai tanítóképző intézetében szerezte. A szovjet front megérkezéséig Szőnyi István növendékeként és Burghardt Rezső kurzusán, Budapesten tanult. Ezután szülőföldjére visszatérve, levelező tagozaton megszerezte a rajz–matematika tanári diplomát, majd a Pozsonyi Képzőművészeti Főiskolán végzett.
Közben végig Füleken, a művészeti iskola elődjében tanított, másodiktól a kilencedik osztályig rajzot és matematikát. Tanítványai Losoncon, az aszfaltrajz-versenyen első helyezést értek el. (Prágában végzett Ferenc bátyja, katolikus létére, a Budapesti Zsidó Hitközség Amerikai úti Szeretetkórháza megbecsült orvosa volt. Valéria nővére szintén a füleki alapiskolában tanított, tanári és aktív gyermek-színjátszóköri munkájáért miniszteri kitüntetést is kapott. Tibor bátyja a budapesti Magyar Királyi Pázmány Péter Tudományegyetem orvoskarát elvégezte, de származása miatt nem doktorálhatott.)
Növendékei közül többen művészi- vagy rajztudást igénylő műszaki pályára kerültek. Így például Szvorák Katalin, aki a keze alatt rajzversenyt nyert, majd egy ideig szintén az alapiskolában tanított, Magyarországra áttelepült, népi énekművész lett. Takács Péter Besztercebányán képzőművészet–orosz szakot végzett. Valkó Mária keramikus-tervezőként működött a losonctamási kerámiagyárban.
Férjhez sohasem ment. Saját műveit jórészt elajándékozta, csak néhány festményt, rajzot, tanulmányt tartott meg magának.
1999. december 13-án, Füleken hunyt el, szülőfalujában a családi sírban nyugszik.

## Ars poeticája
„Igyekeztem a gyermekekkel a rajzolás-festésen kívül megismertetni egyéb kézműves technikákat: a makramét, linómetszést, fafaragást is, hogy érezzék, milyen ügyesen tudják a szépet saját maguk is létrehozni…” (idézet a nyugalomba vonulásakor készült rádióriportból, 1977-ből)